# Klanoh-Klatklam
Klanoh-Klatklam (Flathead Cootenai), jedno od plemena američkih Indijanaca s gornjeg toka Columbije, koji su govorili jezikom porodice kitunahan. Srodni su plemenima Yaketahnoklatakmakanay, akoklako i Upper Cootenai, šira skupina Kutenai.